# امباجوگای
امباجوگای (به انگلیسی: Ambajogai) یک منطقهٔ مسکونی در هند است که در مهاراشترا واقع شده‌است.

## خصوصیات
امباجوگای ۶۹٬۲۷۷ نفر جمعیت دارد.